# Killarney Station
Killarney Station ist ein Viehzuchtbetrieb im Northern Territorys in Australien. Die Liegenschaft in der Local Government Area Victoria Daly Shire befindet sich ungefähr 150 Kilometer südöstlich von Timber Creek respektive 430 Kilometer südlich von Darwin. Sie liegt zwischen dem Victoria River im Westen und dem Buntine Highway im Osten, nördlich von Top Springs.
Die Killarney Station wurde 1953 auf einem fast 3000 Quadratkilometer großen Gebiet gegründet. Das Land gehörte früher zur Victoria River Downs Station, die einst die größte Rinderfarm der Welt war und noch heute auf verkleinerter Fläche existiert.
In den 1960er Jahren ging es an neue Eigentümer über. 2011 mussten die Eigentümer Insolvenz anmelden. Das Anwesen wurde damals zusammen mit der benachbarten Birrimba Station betrieben, die zusammen eine Fläche von 5.515 Quadratkilometern umfassten. Darauf lebte eine Herde von 41.000 Brahmanrindern, die seit den 1980er Jahren auf der Farm gehalten wurden. Im Jahr 2014 wurde Killarney für 35 Mio. AUD an die Jumbuck Pastoral Company verkauft. Zu dieser Zeit nahm die Rinderfarm eine Fläche von 2819 km² ein. Es wurden 50.000 Tiere gehalten, darunter waren 20.000 Brahmanrinder.
Die Betreiber schreiben, dass die Farm 2019 eine Fläche von 5414 Quadratkilometer hat. Es werden 40.000 Brahmanrinder gehalten. Auf der Farm arbeiten 20 Personen, die mit Hubschraubern und Pferden arbeiten, um das Vieh zusammenzutreiben.
Der größte Teil von Birrimba und ein kleiner Teil von Killarney wurden 2014 durch ein Buschfeuer vernichtet.